# Ibafa, Baranya
Ibafa este un sat în districtul Szigetvár, județul Baranya, Ungaria, având o populație de 231 de locuitori (2011). 

## Demografie
Componența etnică a satului Ibafa
     Maghiari (87,95%)
     Romi (2,23%)
     Germani (1,34%)
     Necunoscut (8,48%)
     Alții (8,48%)
Componența confesională a satului Ibafa
     Romano-catolici (38,53%)
     Fără religie (36,36%)
     Reformați (4,76%)
     Necunoscută (20,35%)
Conform recensământului din 2011, satul Ibafa avea 231 de locuitori. Din punct de vedere etnic, majoritatea locuitorilor (87,95%) erau maghiari, existând și minorități de romi (2,23%) și germani (1,34%). Apartenența etnică nu este cunoscută în cazul a 8,48% din locuitori. Nu există o religie majoritară, locuitorii fiind romano-catolici (38,53%), persoane fără religie (36,36%) și reformați (4,76%). Pentru 20,35% din locuitori nu este cunoscută apartenența confesională.